# Diobelonella
Diobelonella là một chi rêu trong họ Dicranaceae.